# Jaunay-Clan
Pour les articles homonymes, voir Jaunay (homonymie).
Jaunay-Clan est une ancienne commune du Centre-Ouest de la France, située dans le département de la Vienne en région Nouvelle-Aquitaine aujourd'hui intégrée à la commune nouvelle de Jaunay-Marigny.

## Géographie

### Géologie et relief
La région de Jaunay-Clan présente un paysage de plaines de champs ouverts et d'agglomérations.
Le terroir se compose :
- pour 24 % de sables verts sur les collines et les dépressions sableuses des bordures du Bassin parisien,
- pour 56 % de groies moyennement profondes dans les plaines ; les groies sont des terres du Sud-Ouest de la France, argilo-calcaires, peu profondes - en général de moins de 50 cm d’épaisseur – et plus ou moins riches en cailloux. Elles sont fertiles et saines et donc, propices à la polyculture céréalière mais elles s’assèchent vite,
- pour 8 % de calcaire dans les vallées et les terrasses alluviales,
- pour 12 % par l'agglomération.

En 2006, 80,7 % de la superficie de la commune était occupée par l'agriculture, 3,8 % par des forêts et des milieux semi-naturels et 3,8 % par des zones construites et aménagées par l'homme (voirie).

### Hydrographie
La commune est traversée par 5,9 km de cours d'eau dont les principaux sont La Palu sur une longueur de 3 km et Le Clain sur une longueur de 2,9 km.
La Palu, le Clain et le Bras du Clain bénéficient d’un classement afin de protéger ou de restaurer leur continuité écologique : pour le Clain et le Bras du Clain la construction de tout nouvel ouvrage faisant obstacle à la continuité écologique est interdit ; et pour la Palu et le Clain, des aménagements sont à prévoir pour rétablir la libre circulation des poissons migrateurs et le transit des sédiments.

### Climat
Le climat est océanique avec des étés tempérés.
D’une manière générale, le temps est assez sec et chaud pendant l’été, moyennement pluvieux en automne et en hiver avec des froids peu rigoureux.
La température moyenne est de 11 °C. Juillet est le mois le plus chaud (maximale absolue 40,8 °C en 1947). Janvier est le mois le plus froid (minimale absolue – 17,9 °C en 1985). 9 °C à peine sépare les moyennes minimales des moyennes maximales (cette séparation est de 6 °C en hiver et de 11 °C en été). L’amplitude thermique est de 15 °C.

## Urbanisme et habitat

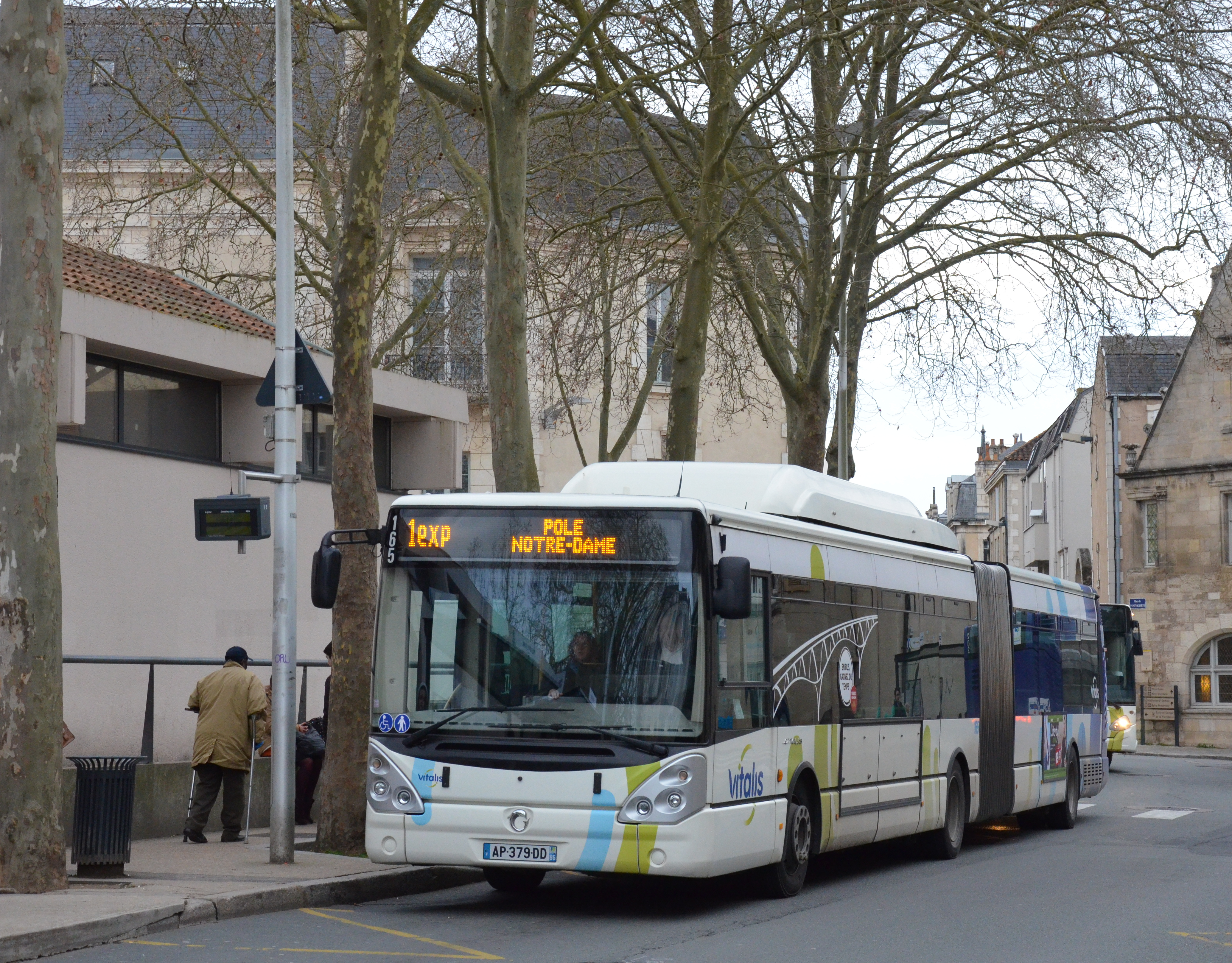
La ligne 1 du réseau Vitalis dessert la commune.

Jaunay-Clan se divise en plusieurs petites entités outre le bourg de Jaunay-Clan même. Beaucoup de petits villages et hameaux sont rattachés à cette commune comme Chincé, Louneuil et Parigny pour les plus importants. Suivent ensuite les petits hameaux nommés Lioux, Bel Air, Champalu et Train.
Chincé est un petit bourg de 600 habitants environ. Il est entouré de plusieurs petits bois comme le bois de la Roche, le bois de Sapins ou le bois de Brin. Le ruisseau la Pallu le traverse. Il possède toujours sa propre école publique.
Bien que ne faisant pas partie officiellement de l'agglomération de Poitiers, l’urbanisation est continue entre Jaunay-Clan et Chasseneuil-du-Poitou depuis les années 1980 : c'est sur le territoire de ces deux communes que s'étend le parc de loisirs du Futuroscope, ouvert en 1987. Son siège social, l'administration et les services techniques du Parc sont situés sur la commune. Jaunay-Clan abrite également une partie du quartier nouveau construit parallèlement autour du vélo parc, le Téléport 5 de la technopole du Futuroscope, en particulier les locaux du lycée pilote innovant international du Futuroscope, desservi d'ailleurs par la ligne 1 des bus Vitalis de la communauté d'agglomération de Poitiers.

## Histoire
La vallée du Clan a été de tout temps un axe d’échange économique pour l’importation du minerai de cuivre et d’étain, indispensable à la confection du bronze. Le fond de la vallée fut, aussi, un terrain de culture de blé et d’orge.
Des implantations humaines datant du Néolithique ont été retrouvées. Une des plus importantes est celle de Sous-Clan, en zone inondable. Bernard Poissonnier a fouillé un triple enclos, palissadé puis renforcé de deux fossés. L’espace ainsi protégé est de très grande taille et a pu abriter un village entier. L'entrée était marquée par une borne de granit, et les archéologues ont mis au jour le plus vieil aménagement lié à une circulation du monde (2500 av. J.-C.), un cailloutis de 40 m de long, pour le moment appelé « allée ». Cette allée porte des marques parallèles, qui peuvent être la trace de travois ou de roues, et est bordée de fosses ayant reçu des animaux entiers. L’hypothèse de roues pose un problème, car il n’y a pas de véhicules à roue connus à l’ouest des Alpes à cette époque. Enfin, il semble que cet aménagement n’ait servi que de façon ponctuelle,.
L’époque gallo-romaine est celle de la montée des structures urbaines dans les campagnes. Les vici (ensembles ruraux monumentaux) se développent tel que Gelcanum, nom du bourg à cette époque. Un espace funéraire associé à un dépôt de vases brisés, datant de la fin de l’Antiquité a été retrouvé lors de fouilles en 2011 - 2012.
Des sarcophages mérovingiens ont été trouvés sur le territoire communal. Ils témoignent de la continuité de l’occupation humaine sur ce site.
Les fiefs de Jaunay et Marigny sont tenus du XIe au XIVe siècle par la famille de Jaunay, alliée aux La Rochefoucauld et dont Philippe Giraud de La Père de Jaunay, qui octroya ses armes à la commune, est issu.
Comme le reste de la France, Jaunay-Clan accueille favorablement les avancées de la Révolution française. Elle plante ainsi son arbre de la liberté, symbole de la Révolution, en juin 1792. Il meurt, et dès janvier 1794, il est remplacé par un nouvel arbre. Il devient le lieu de ralliement de toutes les fêtes et des principaux événements révolutionnaires, comme le brûlement des titres féodaux le 9 janvier 1794.

## Politique et administration

### Intercommunalité
Depuis 2015, Jaunay-Clan est dans le canton de Jaunay-Clan (No 7) du département de la Vienne. Avant la réforme des départements, Jaunay-Clan était dans le canton No 23 de Saint-Georges-lès-Baillargeaux dans la 1re circonscription.

### Liste des maires
| Période                                  | Période | Identité             | Étiquette       | Qualité                                                    |
| ---------------------------------------- | ------- | -------------------- | --------------- | ---------------------------------------------------------- |
| 1945                                     | 1973    | Gérard Girault       |                 | Conseiller général                                         |
| 1973                                     | 1977    | Francis Girault      |                 | Conseiller général                                         |
| 1977                                     | 1983    | Albert Joire-Noulens |                 | Amiral                                                     |
| 1983                                     | 2014    | Francis Girault      | UDF-PR puis DVD | Conseiller général                                         |
| 2014                                     | 2016    | Jérôme Neveux        | UDI             | Responsable presse et relations extérieures du Futuroscope |
| Les données manquantes sont à compléter. |         |                      |                 |                                                            |

### Instances judiciaires et administratives
La commune relève du tribunal d'instance de Poitiers, du tribunal de grande instance de Poitiers, de la cour d'appel Poitiers, du tribunal pour enfants de Poitiers, du conseil de prud'hommes de Poitiers, du tribunal de commerce de Poitiers, du tribunal administratif de Poitiers et de la cour administrative d'appel de Bordeaux, du tribunal des pensions de Poitiers, du tribunal des affaires de la Sécurité sociale de la Vienne, de la cour d’assises de la Vienne.

### Services publics
Les réformes successives de La Poste ont conduit à la fermeture de nombreux bureaux de poste ou à leur transformation en simple relais. Toutefois, la commune a pu maintenir le sien.

### Jumelages
- Péruwelz (Belgique)
- Cavan (Irlande)
- Oleśnica (Pologne)

## Population et société

### Démographie
L'évolution du nombre d'habitants est connue à travers les recensements de la population effectués dans la commune depuis 1793. À partir du 1er janvier 2009, les populations légales des communes sont publiées annuellement dans le cadre d'un recensement qui repose désormais sur une collecte d'information annuelle, concernant successivement tous les territoires communaux au cours d'une période de cinq ans. 
Pour les communes de moins de 10 000 habitants, une enquête de recensement portant sur toute la population est réalisée tous les cinq ans, les populations légales des années intermédiaires étant quant à elles estimées par interpolation ou extrapolation. Pour la commune, le premier recensement exhaustif entrant dans le cadre du nouveau dispositif a été réalisé en 2008,.
En 2014, la commune comptait 6 025 habitants, en évolution de +3,59 % par rapport à 2009 (Vienne : +1,68 %, France hors Mayotte : +2,49 %).
| 1793  | 1800  | 1806  | 1821  | 1831  | 1836  | 1841  | 1846  | 1851  |
| ----- | ----- | ----- | ----- | ----- | ----- | ----- | ----- | ----- |
| 1 312 | 1 447 | 1 574 | 1 484 | 1 482 | 1 584 | 1 623 | 1 705 | 1 747 |

| 1856  | 1861  | 1866  | 1872  | 1876  | 1881  | 1886  | 1891  | 1896  |
| ----- | ----- | ----- | ----- | ----- | ----- | ----- | ----- | ----- |
| 1 760 | 1 947 | 2 008 | 2 003 | 2 198 | 2 252 | 2 300 | 2 067 | 2 034 |

| 1901  | 1906  | 1911  | 1921  | 1926  | 1931  | 1936  | 1946  | 1954  |
| ----- | ----- | ----- | ----- | ----- | ----- | ----- | ----- | ----- |
| 2 081 | 2 146 | 2 080 | 1 984 | 1 988 | 2 019 | 1 954 | 1 983 | 2 213 |

| 1962  | 1968  | 1975  | 1982  | 1990  | 1999  | 2008  | 2013  | 2014  |
| ----- | ----- | ----- | ----- | ----- | ----- | ----- | ----- | ----- |
| 2 659 | 2 981 | 4 013 | 4 629 | 4 928 | 5 636 | 5 822 | 5 952 | 6 025 |

En 2008, selon l’Insee, la densité de population de la commune était de 212 hab./km2 contre 61 hab./km2 pour le département, 68 hab./km2 pour la région Poitou-Charentes et 115 hab./km2 pour la France.
Les dernières statistiques démographiques pour la commune ont été fixées en 2009 et publiées en 2012. Il ressort que la mairie administre une population totale de 5 988 personnes. À cela il faut soustraire les résidences secondaires (172 personnes) pour constater que la population permanente sur le territoire de la commune est de 5 816 habitants.
L'augmentation du nombre d'habitants de la commune illustre le constat démographique suivant : des zones rurales qui perdent de plus en plus d’habitants au profit d’une zone périurbaine autour de Poitiers et de Châtellerault. Cette vaste zone concentre 70 % de la population du département (soit environ 300 000 personnes) et 25 % des moins de 20 ans. En outre, en supposant le maintien des tendances démographiques depuis 1990, entre 2006 et 2020, la population de l’aire urbaine de Poitiers devrait s’accroître de + 16,5 % et celle de Châtellerault de + 5,0 %. La population de la commune devrait donc continuer à croitre.

### Sports
La cité est la ville de départ de la septième étape du 64e Tour de France cycliste amenant, le 8 juillet 1977, les coureurs jusqu'à la ville d'Angers.
Le Club du PEC/JC Handball Féminin évolue en Nationale 1 Féminine.
Le club de tennis TC Val Vert compte plus de 350 adhérents. Ses équipes féminine et masculine évoluent en championnat national : https://sites.google.com/site/tcvalvert
Le club du Valvert-TT (Tennis de Table) évolue en Régionale 1.
Le club de Football, http://www.usjc.fr, accueille plus de 200 enfants dans son école de foot et prêt de 400 licenciés dans le club en font le 2e club du département de la Vienne. École Féminine de Football et école de football labellisés par la FFF.

## Économie
L’économie de la commune dépend beaucoup du tourisme depuis la construction du parc du Futuroscope, mais également des services implantés sur la technopole du Futuroscope.

### Agriculture
Selon la direction régionale de l'Alimentation, de l'Agriculture et de la Forêt de Poitou-Charentes, il n'y a plus que 21 exploitations agricoles en 2010 contre 34 en 2000.
Les surfaces agricoles utilisées ont paradoxalement augmenté de 11 % et sont passées de 1 936 hectares en 2000 à 2 158 hectares en 2010. Ces chiffres indiquent une concentration des terres sur un nombre plus faible d’exploitations. Cette tendance est conforme à l’évolution constatée sur tout le département de la Vienne puisque de 2000 à 2007, chaque exploitation a gagné en moyenne 20 hectares.
61 % des surfaces agricoles sont destinées à la culture des céréales (blé tendre pour moitié mais aussi orges pour un quart et maïs pour un autre quart), 24 % pour les oléagineux (colza et tournesol) et 3 % pour le fourrage. En 2010,15 hectares (16 en 2000) sont consacrés à la vigne. Le vignoble était réparti entre 13 fermes en 2000. À la suite d'une forte concentration de la production viticole, il ne l'est plus que par six exploitations en 2010.
Trois exploitations en 2010 (contre 11 en 2000) abritent un élevage de volailles (21 têtes en 2010 contre 180 en 2000).

### Commerce
Un marché se tient toutes les semaines, le vendredi matin, place du Marché (20 exposants).

## Culture locale et patrimoine

### Lieux et monuments

#### Patrimoine religieux
- Église Saint-Denis, classée au titre des monuments historiques en 1910[20]. Elle est de style roman.

#### Patrimoine civil
- Jaunay-Clan accueille une partie du parc du Futuroscope et le Lycée Pilote Innovant (LPI).
- Le Château-Couvert : Il a été édifié par François Fumé, maire de Poitiers en 1520. Il s'apparente au style de la Première Renaissance. L'appellation « Château Couvert » apparait dès 1520. Protégé par des fossés, le château s'isolait dans un vaste enclos comprenant non seulement le logis fortifié mais aussi les communs, une fuie, des parterres à la française, un verger et des bois. Le château présente des expositions permanentes et temporaires d'Art sur 500 m2. Le château est inscrit comme monuments historiques depuis 1990.
- Le Domaine de la Chartreuse et ses jardins sont situés 15 avenue de Paris. Ils présentent dans un parc de 4 hectares des essences variées. Une grille ouvragée dessinée par Ernest Mongruel, propriétaire de la Chartreuse au début du XIXe siècle, ouvre cette demeure du XVIIIe siècle. Elle tire de son nom de son architecture caractéristique des grandes propriétés du sud-ouest de la France, et plus particulièrement du Périgord et de l'Aquitaine. De 1882 à 1892, elle était occupée par la fabrique de tissage de M. Ronsse qui a employé jusqu'à 200 ouvriers. Le parc s'organise autour d'une charmille plantée au début du XIXe siècle entre des bosquets et des pelouses. Le parc est de style anglais qui était très à la mode au XIXe siècle. Les espèces sont nombreuses. On peut y remarquer des cèdres du Liban, de l'Atlas, et de l'Himalaya, ainsi que des catalpas et des paulownias. Dans le parc se trouve une colonne faite avec des restes de débris d'une des colonnes du temple découvert tout près de là par M. Mongruel (courrier de M. Mongruel, adressé à la Société des Antiquaire de L'Ouest (bulletin de la SAO 3e série 1913 / 1915 p. 115)). La clôture et la grille sont inscrits comme monuments historiques depuis 1992.
- Les Ruines du château de Brin sont proches du hameau de Lioux. C’était une ancienne forteresse uniquement accessible par un pont levis construit au-dessus de douves de nos jours, en partie, comblées. Elle a été édifiée au XIVe et XVe siècles. Il ne reste de ce donjon carré et de grande dimension que quatre pans de muraille. Le pigeonnier date du XVe siècle. Il est surmonté d’une coupole de pierre percée, en son sommet, d’une large ouverture. Le pigeonnier abrite 1 934 boulins enterrés pour moitié.
- Le Château de Chincé, est la propriété de la ville de Dugny (Seine-Saint-Denis).

#### Patrimoine naturel
Deux sites sont classés zones naturelles d'intérêt écologique, faunistique et floristique (ZNIEFF) et couvrent 77 % du territoire communal :
- La plaine d'Avanton,
- Les plaines du Mirebalais et du Neuvillois. Ces dernières sont aussi des zones importantes pour la conservation des oiseaux (ZICO)[22]. Les sites suivants sont aussi classés par Directive oiseaux qui assure la protection des oiseaux sauvages et de leurs biotopes[23].

Selon l'Inventaire des arbres remarquables de Poitou-Charentes, il y a trois arbres remarquables sur la commune qui sont un noyer situé au 11, rue de l'Ormeau, un merisier commun au 15, avenue de Paris et enfin un amandier situé au lieudit les Bitardières.

### Personnalités liées à la commune
- Stanislas Chambourdon né le 14 novembre 1781 à Jaunay, décédé le 10 mars 1864 à Naintré, Vienne. Fils de Vincent-Claude Chambourdon et de Marie-Anne Mériot(1745-1812). C'est un propriétaire terrien et un maître de poste. Il est né à Jaunay-Clan le 20 avril 1748 et décédé à Jaunay-Clan le 21 novembre 1823. Il est juge pendant la révolution, sous le Consulat, il fait inscrire son brevet de maître de poste aux chevaux à la mairie de Naintré le 14 ventose an XI (1803) puis le 30 septembre 1816. Stanislas Chambourdon a été le dernier maître de postes.
- Aristide Caillaud, peintre (1902-1990).
- Charles Descoust (1882-1974), peintre, mort à Jaunay-Clan.
- Numa Marzocchi de Bellucci, (1846-1930), artiste peintre, a réalisé la fresque de l'église de Jaunay-Clan, il est décédé en ce village.
- Abbé André Tété (1919-1989) aumônier de la résistance, curé de Jaunay-Clan.
- Amiral Albert Joire-Noulens (1915-2010), sous-marinier, ancien chef d'état-major de la Marine (1974-1976) et maire de Jaunay-Clan (1977-1983).

### Héraldique
| Blason de Jaunay-Clan | Blason  | De gueules, à huit feuilles d'or disposées en cercle, une étoile à huit branches de gueules brochant sur le tout. |
| Blason de Jaunay-Clan | Détails | Le statut officiel du blason reste à déterminer.                                                                  |

Le blason se base sur un sceau utilisé sur un parchemin daté du 11 juin 1301, constatant une donation faite par Philippe Giraud de la Père de Jaunay. Le sceau n'est cependant pas celui de Jaunay, mais du bailli de l'abbesse de Fontevrault à Jaunay, qui a officialisé l'acte. Il a été réutilisé comme logo par la commune entre les années 1960 et 1990, ainsi que par le club de tir à l'arc local.